# Zaki al-Arsuzi
Zakī al-Arsūzī (in arabo زكي الأرسوزي‎?; Latakiya, 1899 – Damasco, 1968) è stato un politico, scrittore filosofo siriano arabo, considerato un teorico del nazionalismo arabo e uno dei fondatori del partito Ba'th.
Al-Arsūzī nacque in una famiglia alauita a Latakiya, ma subito si trasferì con la sua famiglia ad Alessandretta, studiò in una scuola religiosa ed in una scuola elementare ad Antiochia, per poi compiere i suoi studi secondari a Konya in Turchia. Dopo aver completato i suoi studi fu assunto come insegnante di scuola secondaria ad Antiochia, e più tardi divenne direttore didattico nel distretto di Arsūz.
Nel 1927 al-Arsūzī partì a Parigi per studiare presso il dipartimento di Filosofia della Sorbona. Durante questo periodo, subì l'influenza intellettuale di pensatori francesi come Henri Bergson e di idealisti tedeschi, venne anche impressionato dalle opere di Ibn Arabi e di Ibn Khaldun.
Al-Arsūzī, ritornato in Siria nel 1930, lavorò come insegnante ad Antiochia, Aleppo e Deir el-Zor. In questo periodo ebbe inizio la sua militanza politica. Nel 1934 fu licenziato dal suo posto di insegnamento da parte delle autorità del mandato francese e ritornò ad Alessandretta. Lì c'era notevole agitazione per la rivendicazione della provincia da parte di una minoranza turca. Al-Arsūzī fondò proprio lì la sua prima organizzazione politica, la Lega di Azione Nazionale che, in opposizione a queste rivendicazioni, fu intensamente attiva dal 1936 al 1938, quando le autorità francesi concessero la provincia alla Turchia.
Nel 1938 la Lega è stata disciolta, e al-Arsūzī fondò un giornale si chiamava "al-ʿUrūba" (L'Arabismo) e aprì una libreria chiamata "al-Baʿth al-ʿArabī" (La risurrezione araba). Questo sembra essere stato il primo uso del termine baʿth in ambienti nazionalisti arabi.
Nel 1940 al-Arsūzī recatosi a Baghdad, dove ottenne un nuovo posto di lavoro, ma venne licenziato prima della fine dell'anno e tornò quindi a Damasco, dove si dice che nel mese di novembre decise di istituire un gruppo sotto il nome di Resurrezione Araba  (al-Baʿth al-ʿArabī). Lo storico Hanna Batatu afferma che nel 1944 seguaci di al-Arsūzī, guidati da al-Wahib Ghanim, lo abbandonarono, e più tardi che nel giugno 1945 aderirono al gruppo arabo Risurrezione guidato da Michel Aflaq e Salah al-Din al-Bitar. Così, secondo la versione di Batatu, la parte di Aflaq nella fondazione del Partito Baʿth fu di due tipi: il suo contributo intellettuale, e il suo ruolo nel mobilitare un attivo gruppo di giovani, molti dei quali erano rifugiati da Alessandretta come egli stesso, costituendo così uno dei nuclei del nuovo partito. Tuttavia, altri autori suggeriscono che al-Arsūzī svolse un ruolo diretto nella formazione dell'organizzazione Baʿth.